# Hanover (Indiana)
Hanover és una població dels Estats Units a l'estat d'Indiana. Segons el cens del 2000 tenia 2.834 habitants.

## Demografia
Segons el cens del 2000, Hanover tenia 2.834 habitants, 1.068 habitatges, i 760 famílies. La densitat de població era de 521,1 habitants/km².
Dels 1.068 habitatges en un 37,5% hi vivien nens de menys de 18 anys, en un 50,8% hi vivien parelles casades, en un 16% dones solteres, i en un 28,8% no eren unitats familiars. En el 24,4% dels habitatges hi vivien persones soles el 8,6% de les quals corresponia a persones de 65 anys o més que vivien soles. El nombre mitjà de persones vivint en cada habitatge era de 2,54 i el nombre mitjà de persones que vivien en cada família era de 2,99.
Per edats la població es repartia de la següent manera: un 27,8% tenia menys de 18 anys, un 9,5% entre 18 i 24, un 28,1% entre 25 i 44, un 20,3% de 45 a 60 i un 14,3% 65 anys o més.
L'edat mediana era de 34 anys. Per cada 100 dones de 18 o més anys hi havia 87,5 homes.
La renda mediana per habitatge era de 37.944$ i la renda mediana per família de 42.574$. Els homes tenien una renda mediana de 30.000$ mentre que les dones 23.384$. La renda per capita de la població era de 16.520$. Entorn del 5,7% de les famílies i el 8,5% de la població estaven per davall del llindar de pobresa.

## Poblacions més properes
El següent diagrama mostra les poblacions més properes.